# Stormyrtjärnen (Björna socken, Ångermanland, 705480-164233)
Stormyrtjärnen är en sjö i Örnsköldsviks kommun i Ångermanland och ingår i Gideälvens huvudavrinningsområde.